# Arjun Maini
Pour les articles homonymes, voir Maini.
 (novembre 2017).
Si vous disposez d'ouvrages ou d'articles de référence ou si vous connaissez des sites web de qualité traitant du thème abordé ici, merci de compléter l'article en donnant les références utiles à sa vérifiabilité et en les liant à la section « Notes et références ».
Arjun Maini, né le 10 décembre 1997 à Bangalore en Inde, est un pilote automobile indien. Il court actuellement en championnat DTM au sein de l'écurie GetSpeed.

## Carrière
Arjun Maini commence sa carrière à 10 ans, en 2007, en devant champion d'Inde de karting en catégorie MRF MAI Rotax Mini Max. En 2008, il participe au Royal Kelantan Kart Prix, remporte une victoire en Malaisie et devient le premier indien à remporter une course de karting en dehors de son pays. Il devient le plus jeune pilote engagé en championnat national J.K. Tyre Rotax Max Junior Max au sein du Red Rooster Racing Team. Il termine deuxième du championnat l'année suivante avec le plus grand nombre de meilleurs tours.
2011, il est champion en JK Tyre FMSCI Junior Max National Karting, remporte le Grand Prix de Macao d'AKOC, le prix One From a Billion Hunt délivré par l'écurie de Formule 1 Force India et se classe deuxième du championnat AKS de Malaisie où il remporte la course AKS KF3 en catégorie élite.
En 2012, grâce notamment à l'appui de Force India, il termine cinquième de la finale internationale de la ROK Cup à Lonato del Garda, en Italie en catégorie Junior. Il est également rookie of the year du MSA British Karting Championship. Il termine deuxième de l''Indonesia Kart Prix en catégorie Junior et remporte la Rotax Invitational Karting Race à Kuala Lumpur en catégorie Junior Max.
Il remporte la Super 6 Series en 2013 et termine deuxième du JK Tyre Racing Series Championship en remportant deux courses sur le circuit international Buddh. Engagé en WSK Euro et WSK Master Karting en catégorie KF, il ne réalise aucun résultat notable.
En 2014, il termine second du championnat britannique de Formule 4 avec quatre victoires, neuf podiums, cinq pole positions et six meilleurs tours. En 2015, il termine quatrième du Toyota Racing Series avec deux victoires, cinq podiums, trois pole positions et deux meilleurs tours. Il termine également quatrième du Grand Prix de Pau, dixième du Grand Prix automobile de Macao et sixième aux Zandvoort Masters de Formule 3, terminant ainsi seizième du championnat.
En 2016, il se classe vingt-et-unième du championnat d'Europe de Formule 3 et dixième du GP3 Series,.
En 2017, il est recruté en Formule 1 comme pilote développeur par Haas F1 Team et participe de nouveau au GP3 Series, terminant huitième, remportant notamment une victoire à Barcelone,.

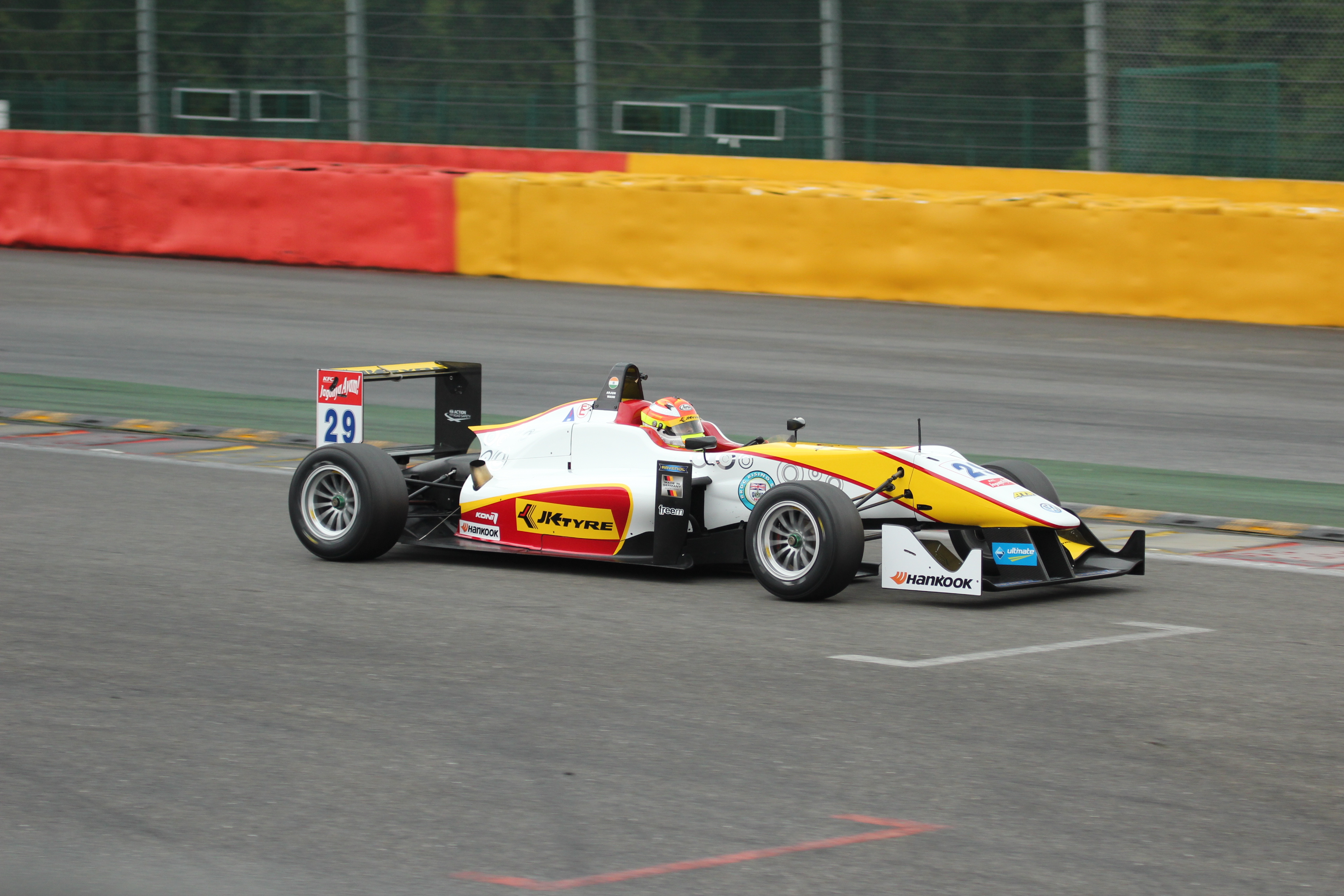
Arjun Maini en Formule 3 Européenne en 2015 à Spa-Francorchamps
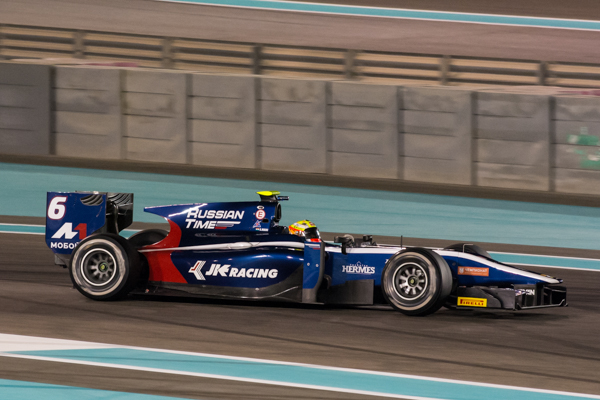
Arjun Maini lors des essais de Formule 2 de fin 2017 à Yas Marina.
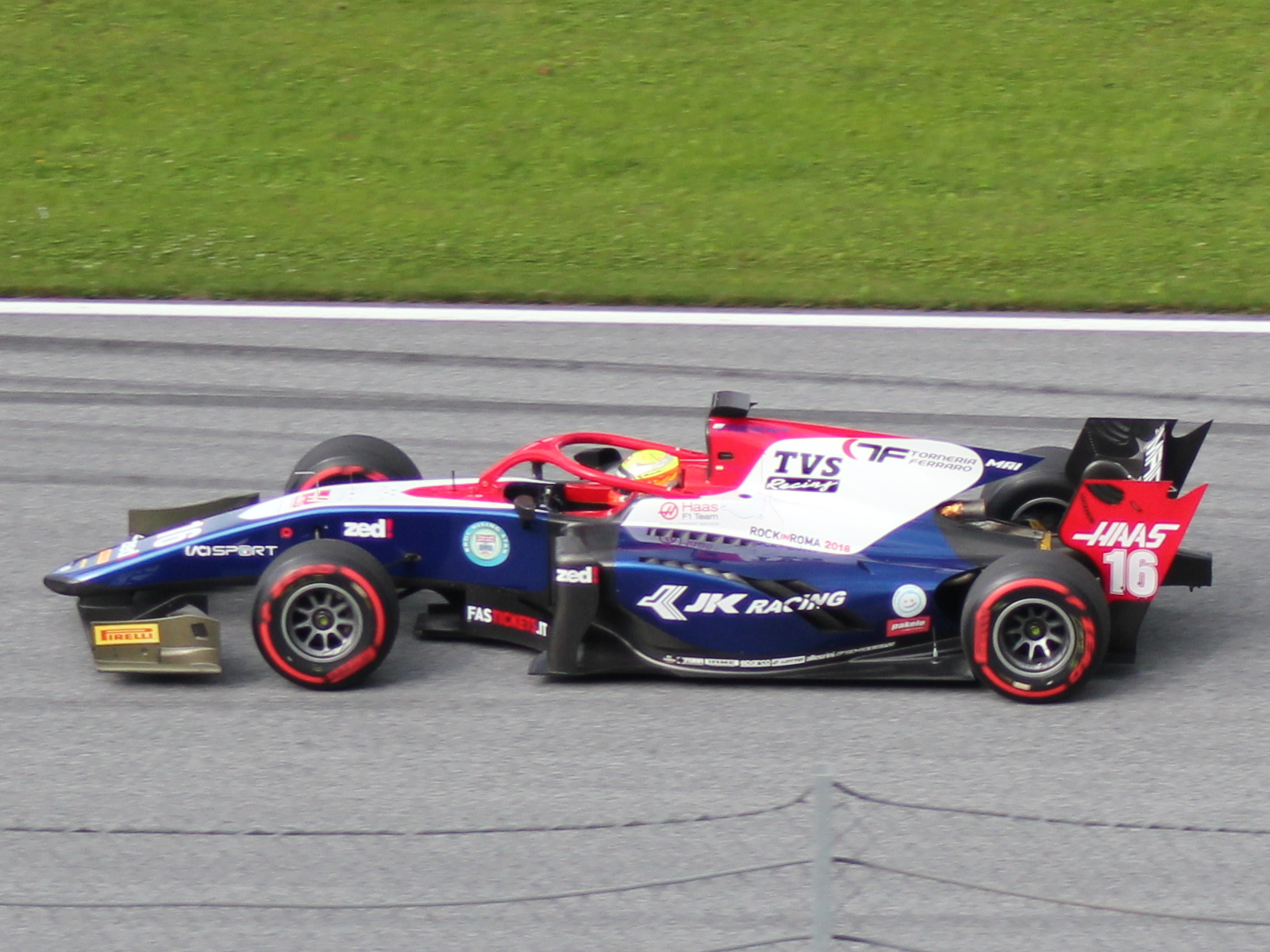
Arjun Maini en Formule 2 en 2018 à Spielberg
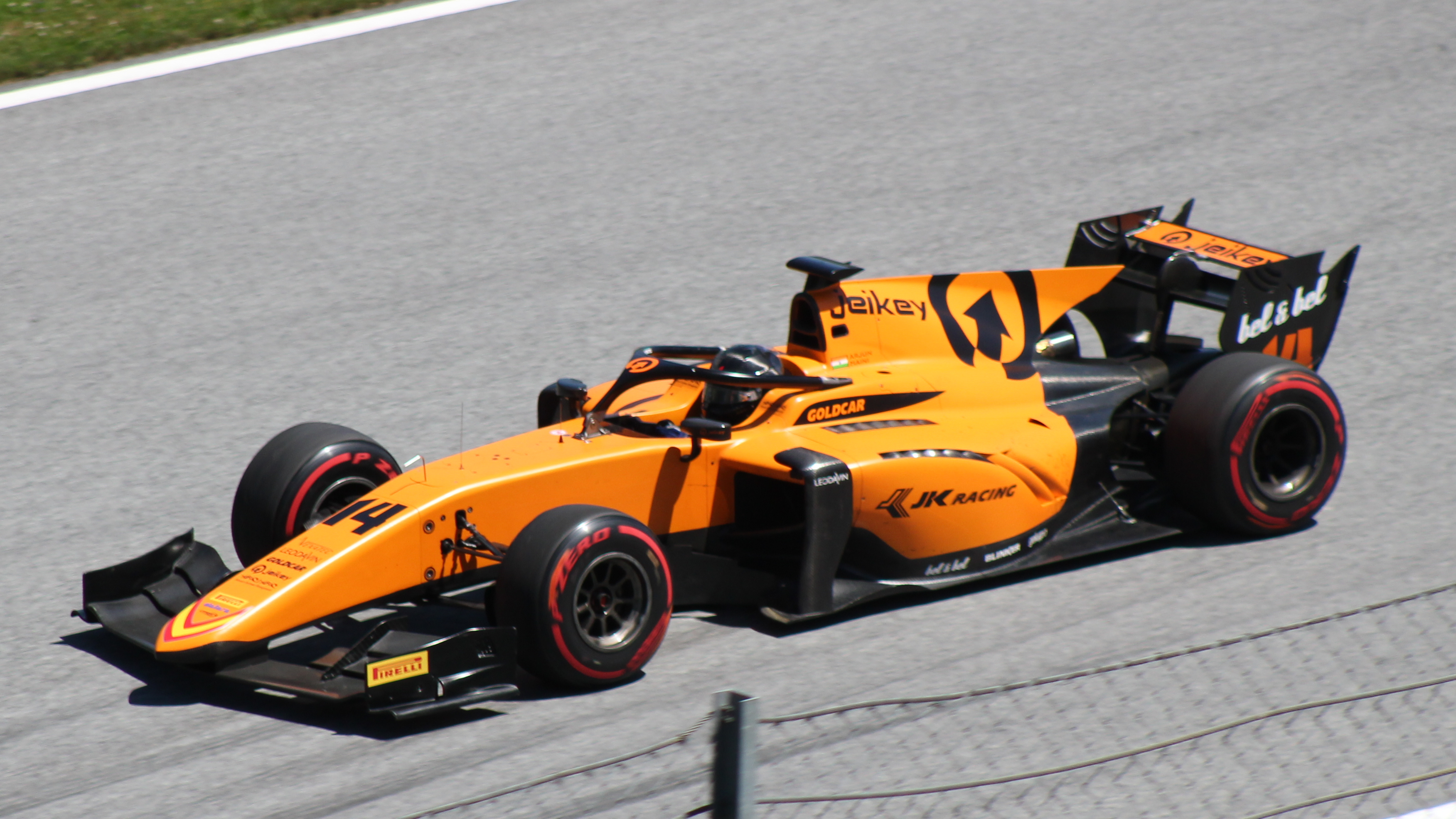
Arjun Maini en Formule 2 en 2019 à Spielberg

## Résultats en monoplace
| Saison | Championnat                       | Écurie                 | Courses                 | Victoires               | Pole positions          | Meilleurs tours         | Podiums                 | Points                  | Classement              |
| ------ | --------------------------------- | ---------------------- | ----------------------- | ----------------------- | ----------------------- | ----------------------- | ----------------------- | ----------------------- | ----------------------- |
| 2014   | Formule 4 britannique             | Lanan Racing           | 24                      | 4                       | 0                       | 6                       | 9                       | 480                     | 2e                      |
| 2015   | Toyota Racing Series              | M2 Competition         | 16                      | 2                       | 4                       | 2                       | 5                       | 750                     | 4e                      |
| 2015   | Championnat d'Europe de Formule 3 | Van Amersfoort Racing  | 33                      | 0                       | 0                       | 0                       | 0                       | 27                      | 18e                     |
| 2016   | Championnat d'Europe de Formule 3 | Threebond with T-Sport | 12                      | 0                       | 0                       | 0                       | 0                       | 3                       | 21e                     |
| 2016   | GP3 Series                        | Jenzer Motorsport      | 14                      | 0                       | 0                       | 0                       | 1                       | 50                      | 10e                     |
| 2017   | GP3 Series                        | Jenzer Motorsport      | 16                      | 1                       | 0                       | 0                       | 2                       | 72                      | 9e                      |
| 2017   | Formule 1                         | Haas F1 Team           | Pilote de développement | Pilote de développement | Pilote de développement | Pilote de développement | Pilote de développement | Pilote de développement | Pilote de développement |
| 2018   | Formule 2                         | Trident Racing         | 24                      | 0                       | 0                       | 0                       | 0                       | 24                      | 16e                     |
| 2018   | Formule 1                         | Haas F1 Team           | Pilote de développement | Pilote de développement | Pilote de développement | Pilote de développement | Pilote de développement | Pilote de développement | Pilote de développement |
| 2019   | Formule 2                         | Campos Racing          | 6                       | 0                       | 0                       | 0                       | 0                       | 0                       | 24e                     |

## Palmarès en karting
- Champion d'Inde de MRF MAI Rotax Mini Max en 2007.
- Vainqueur de l'Ask KF3 Race catégorie élite en 2011.
- Vainqueur de la course AKOC à Macao en 2011.
- Champion d'Inde JK Tyre FMSCI Junior Max National Karting en 2011.
- Prix One From a Billion Hunt en 2011.
- Vainqueur de la Rotax Invitational Karting Racede Kuala Lumpur catégorie Junior en 2012.
- Rookie of the year du MSA British Karting Championship en 2012.
- Vainqueur du Super 6 Series en 2013.